# Zaglossus bartoni

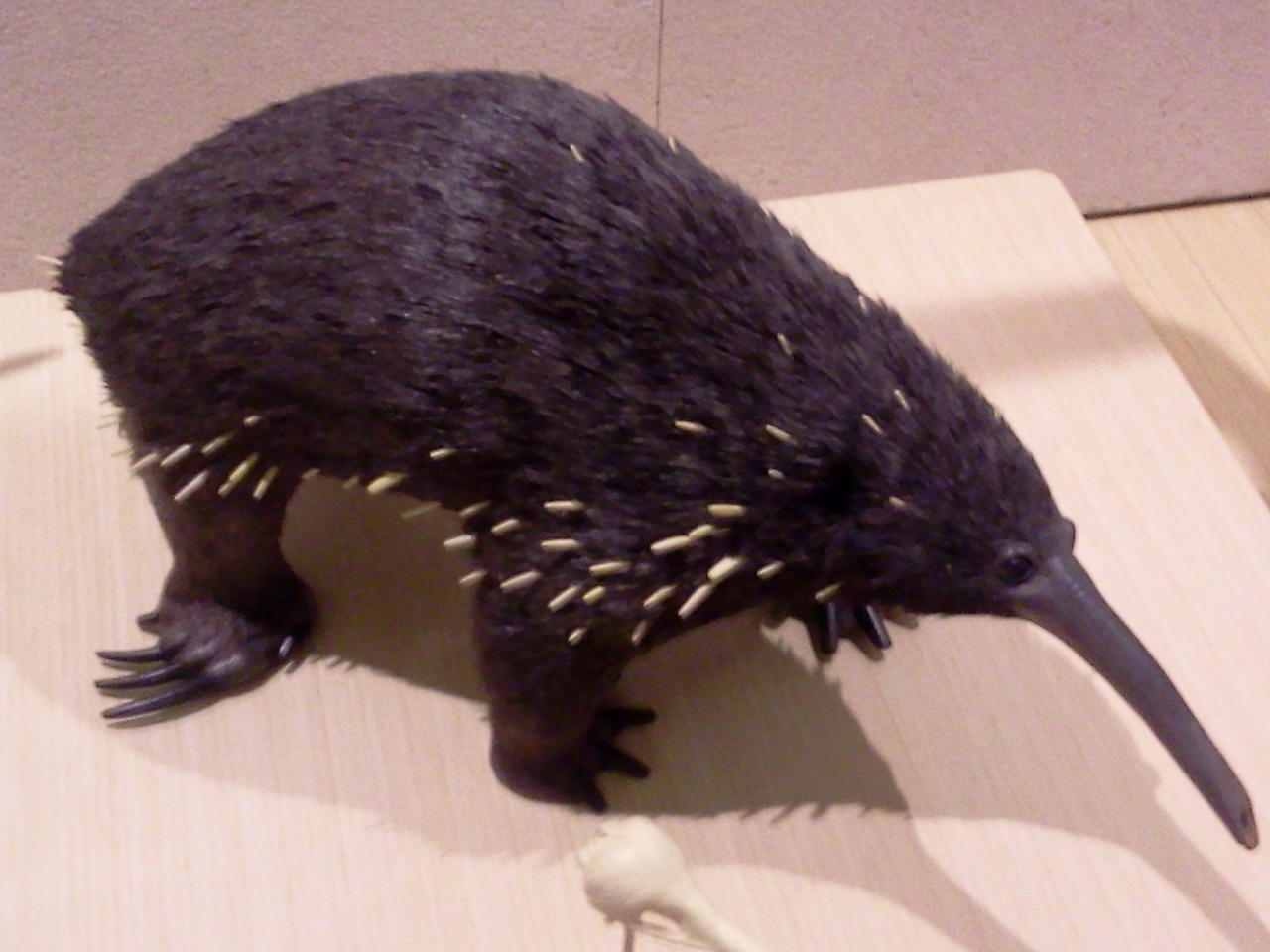

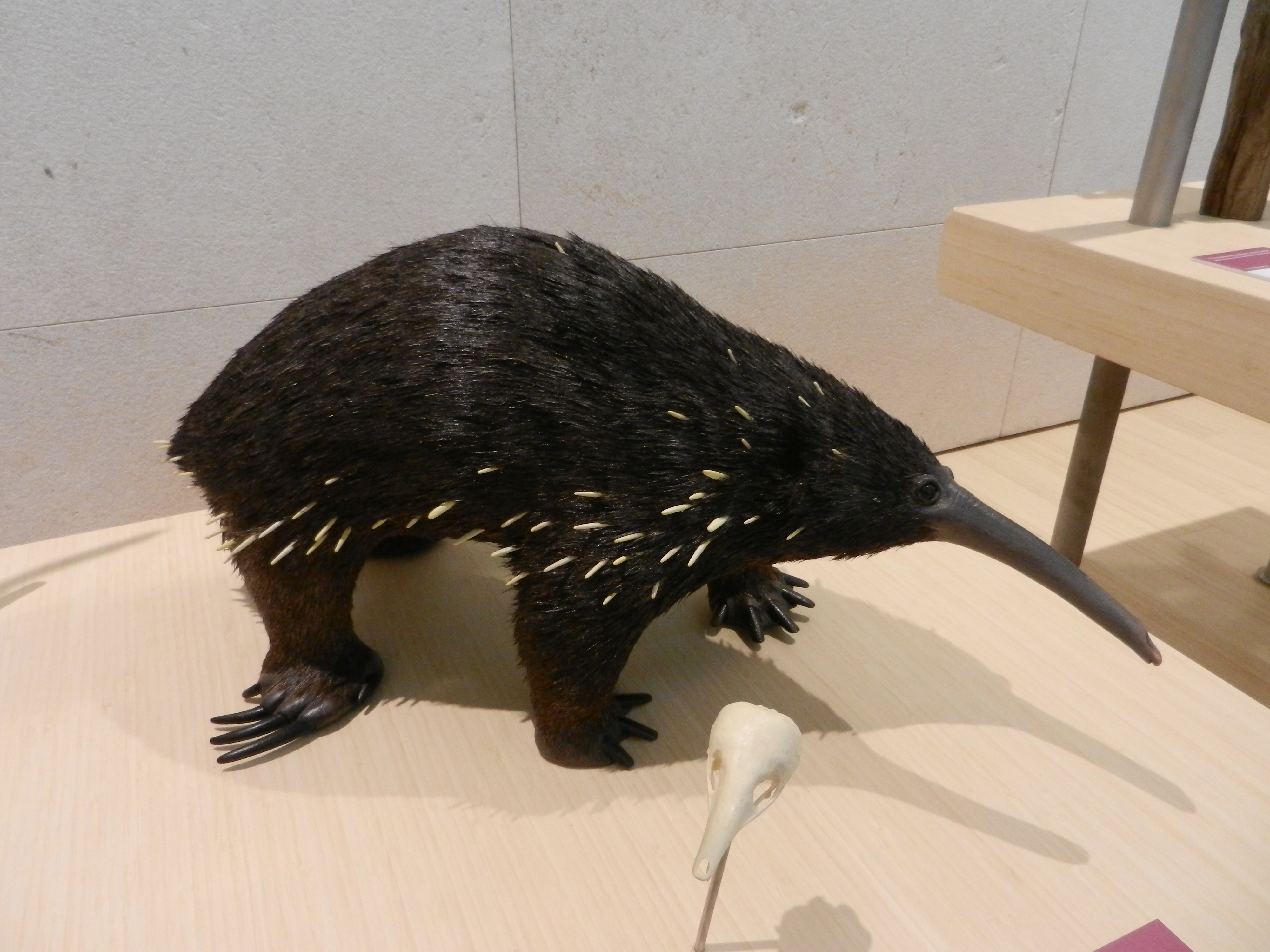

El zagloso de Barton (Zaglossus bartoni) es una especie de  mamífero monotrema. Si bien en la actualidad está considerado una especie independiente ha sido considerado en el pasado una subespecie del zagloso occidental (Zaglossus bruijni). Está en peligro crítico de extinción.

## Distribución geográfica
El zagloso de Barton es endémico de la isla de Nueva Guinea, entre los 600 y 3200 m s. n. m.

## Estado de conservación
Clasificación UICN: en peligro crítico de extinción.
Los principales riesgos a los que se enfrentan ambas especies son la pérdida y degradación del hábitat por extensión de la agricultura y la caza, tanto como actividad deportiva como para aprovechamiento de la carne.
La inclusión en los apéndices CITES afecta a todas las especies del género Zaglossus.